# Kriegerdenkmal Lühe

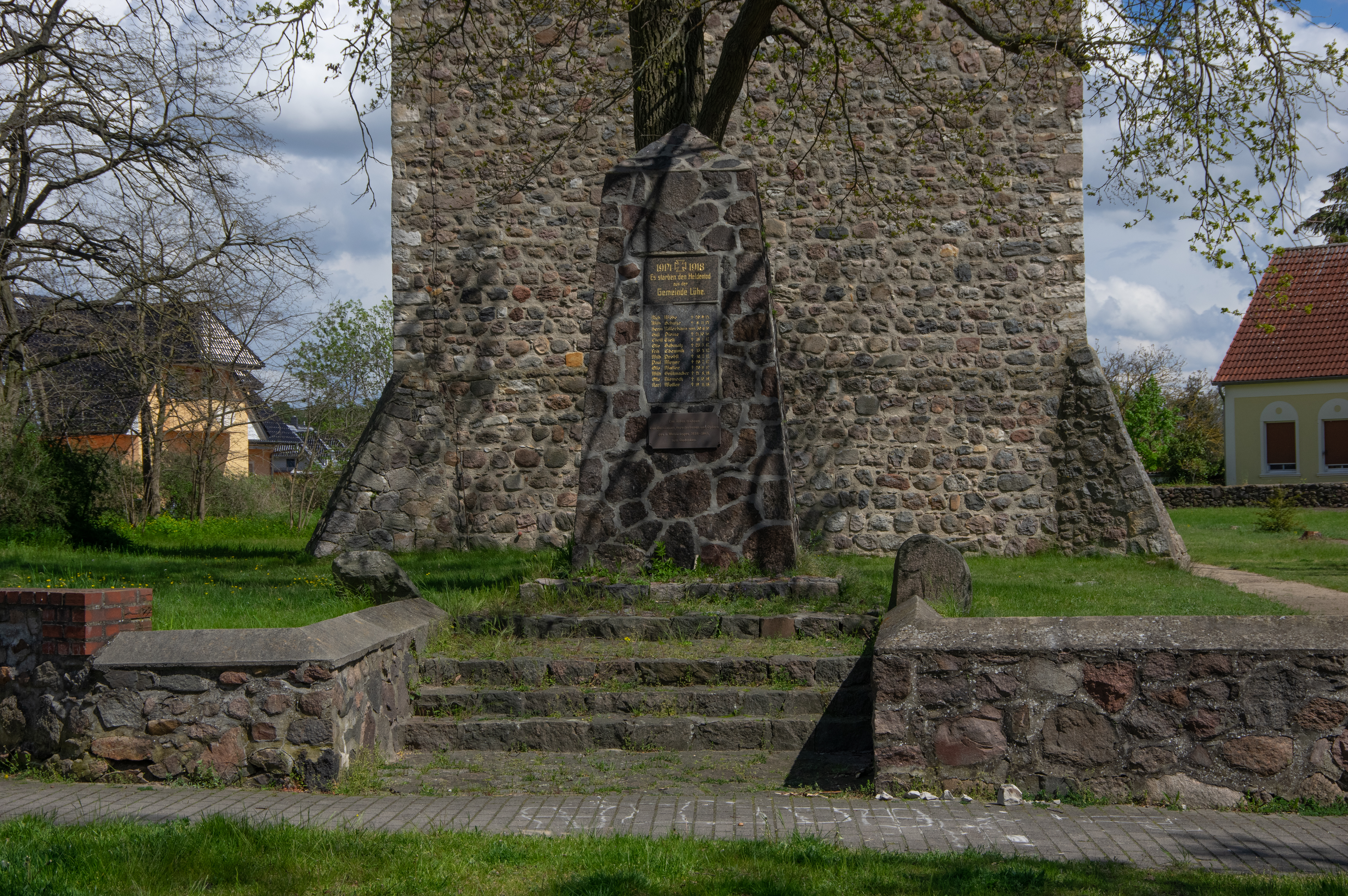
Das Kriegerdenkmal in Lühe vor der Kirche

Das Kriegerdenkmal Lühe ist ein denkmalgeschütztes Kriegerdenkmal im Ortsteil Lühe der Stadt Möckern in Sachsen-Anhalt. Im örtlichen Denkmalverzeichnis ist das Kriegerdenkmal unter der Erfassungsnummer 094 71213 als Baudenkmal verzeichnet.

## Lage
Das Kriegerdenkmal befindet sich auf dem Dorfplatz vor der Kirche in Lühe.

## Gestaltung
Es handelt sich um eine stumpfe Pyramide aus Feldsteinen. In der stumpfen Pyramide wurde eine Gedenktafel für die Gefallenen des Ersten Weltkrieges eingelassen. Eine allgemeine Gedenktafel für die Gefallenen des Zweiten Weltkrieges wurde nachträglich angebracht.

## Inschriften

### Erster Weltkrieg
1914–1918

Es starben den Heldentod aus der Gemeinde

Lühe.
- Chemnitz, Fritz
- Dieme, Gustav
- Grützmacher, Wilh.
- Meyer, Paul
- Niemck, Otto
- Probst, Wilh.
- Rillerhaus, Herm.
- Schmalz, Otto
- Schulze, Wilh.
- Tietz, Christ.
- Wöhe, Rich.
- Woller, Karl
- Woller, Otto

### Zweiter Weltkrieg
Die Toten mahnen. Den Gefallenen,

Verschollenen und Opfern des II. Weltkrieges,

1939–1945 zum Gedenken

## Quelle
- Gefallenendenkmal Lühe Online, abgerufen am 14. Juni 2017.